# Katedralen i Trogir
Sankt Laurentius katedral (kroatiska: Katedrala svetog Lovre) är en kulturminnesskyddad romersk-katolsk domkyrka i Trogir i Kroatien. Den är tillägnad sankt Laurentius och är belägen i den av Unesco världsarvslistade historiska stadskärnans östra del. 
Domkyrkan är den mest framträdande byggnaden i Trogirs historiska stadskärna. Den uppfördes till största del åren 1213–1251 men tillbyggdes flera gånger fram till 1500-talet. Den bär därför stildrag från flera arkitekturepoker även om romaniken är den förhärskande stilen.         

## Historik
Sankt Laurentius katedral uppförande påbörjades år 1213 på grunderna av en äldre kyrka som hade förstörts av saracenerna år 1123. Liksom den nya domkyrkan var den tidigare kyrkan tillägnad sankt Laurentius. 

## Arkitektur
Sankt Laurentius katedral är uppförd som en treskeppig basilika i företrädande romansk stil med en vestibul och tre halvcirkelformade absider. Det centrala skeppet med cirkelbågar bär stildrag från gotiken. Huvudentrén leder genom Radovans portal som formades av den lokale skulptören mäster Radovan. Vid var sida av ingången står ett lejon på konsoler. Ovanför lejonen står skulpturer föreställande Adam och Eva och kring portalen finns avbildningar av apostlar och helgon.
Kyrktornets uppförande påbörjades på 1300-talet men slutfördes först på 1500-talet. Den första delen som är i gotisk stil är ett verk av mästarna Stjepan och Matej. Sedan kyrktornet demolerats av venetianarna år 1420 restaurerades det av Matija Gojković.